# Anticlos
Dans la mythologie grecque, Anticlos (en grec ancien : Ἄντικλος ), était un guerrier achéen ayant participé à la guerre de Troie relatée dans l'Iliade.

## Ascendance
Il est le fils  d’Ortyx.

## Prise de Troie
Lorsque le cheval de bois contenant les guerriers achéens a été placé dans Troie, Hélène, suspicieuse, a imité les voix des femmes et des amoureux des guerriers et les a appelés par leurs noms. 
Anticlos fut le seul à ne pas résister et à tenter de répondre lorsqu'il crut entendre sa femme Laodamia, mais  au moment où il était sur le point de répondre, Ulysse posa ses mains sur sa bouche pour l’empêcher de parler et sauva ainsi ses compagnons. Certains disent qu’il tenait Anticlus si fort qu’il l’étrangla,,.

## Postérité
L'astéroïde (7214), a été baptisé d'après lui.  